# Alexandre Martynov
Pour les articles homonymes, voir Martynov.

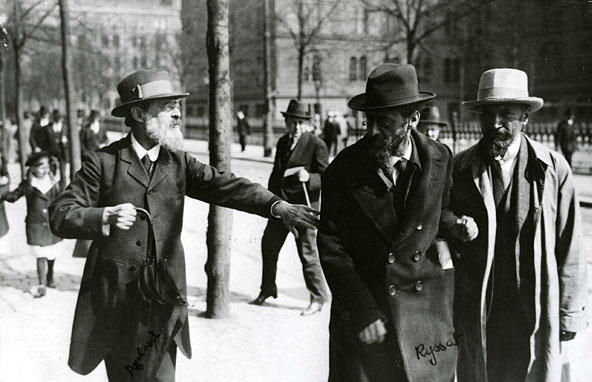
Les dirigeants du Parti menchevique à Stockholm en mai 1917. Pavel Axelrod, Julius Martov et Alexandre Martynov (à droite).

Alexandre Samoïlovitch Martynov (Александр Самойлович Мартынов, de son vrai nom Saül Samouilovitch Piker ou Pikker), né le 12 décembre 1865 et mort le 5 juin 1935, est un homme politique russe.

## Biographie

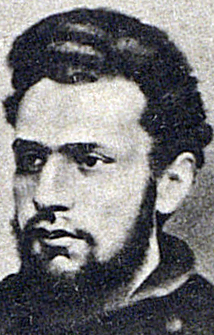
Alexandre Martynov en 1906.

Fils de commerçants, Martynov adhère au mouvement populiste Narodnaïa Volia, en 1884. Il rejoint ensuite le Parti ouvrier social-démocrate de Russie et anime le courant « économiste », selon lequel l'avènement du socialisme en Russie est inéluctable si le pays suit les mêmes étapes que l'Europe occidentale durant la révolution industrielle. C'est la raison pour laquelle sa faction cherche à convaincre le parti de se cantonner à l'agitation syndicale et à la lutte pour des réformes d'ordre « économique » (hausses de salaire, améliorations des conditions de travail, etc.) plutôt qu'à la lutte « politique » (pour la liberté d'expression, contre l'oppression des minorités ethniques ou religieuses, etc.). Son groupe s'organise autour du journal Cause ouvrière (Rabotchéyé Diélo / Рабочее Дело). Ses articles sont vivement critiqués par Lénine et sa faction, notamment dans son ouvrage majeur Que faire ?
Menchevik jusqu'en 1914, Martynov se range dès le début de la Première Guerre mondiale du côté des internationalistes et assiste à la conférence de Zimmerwald. Cependant, il ne participe pas activement à la révolution de 1917. Il est élu au Comité central menchevik en décembre 1917, mais il rompt avec le parti en 1918, durant la guerre civile russe.
Il rejoint le Parti communiste de l'Union soviétique en 1923 dans la faction dirigeante Staline-Zinoviev-Kamenev et combat l'Opposition de gauche menée par Trotski. En 1927, lors de la crise chinoise au sein du Komintern, il défend la thèse stalinienne de la révolution par étapes. Jusqu'à sa mort, il reste fidèle à la politique de Staline.

## Sources
- (en) Cet article est partiellement ou en totalité issu de l’article de Wikipédia en anglais intitulé « Alexander Martinov » (voir la liste des auteurs).
- Paul Claudel, « Martynov », Encyclopædia Universalis.